# Халепцы (Лубенский район)
Халепцы (укр. Халепці) — село, Калайдинцевский сельский совет, Лубенский район, Полтавская область, Украина.
Код КОАТУУ — 5322883204. Население по переписи 2001 года составляло 218 человек.
В Центральном государственном историческом архиве Украины в Киеве хранится метрическая книга села Халепцы 1723 года. Село упоминается на большой карте Российской Империи 1812 года для Наполеона.

## Географическое положение
Село Халепцы находится на правом берегу реки Удай,
выше по течению на расстоянии в 2,5 км расположено село Биевцы,
ниже по течению на расстоянии в 0,5 км расположено село Лушники,
на противоположном берегу — село Лесовая Слободка (Чернухинский район).
Река в этом месте извилистая, образует лиманы, старицы и заболоченные озёра.